# Galatella linosyris
Galatella linosyris (айстра золотиста як Aster linosyris, кринітарія звичайна як Crinitaria linosyris) — вид рослин з родини айстрових (Asteraceae); поширений у Європі, Алжирі, Марокко, Туреччині, Вірменії, Азербайджані, Грузії.

## Опис
Багаторічна трава 25–60 см заввишки. Рослина гола. Стеблові листки вузько-лінійні, шилоподібно загострені; верхні — шилоподібні. Листочки обгортки довгасті або вузьколанцетні, гострі, нещільно прилеглі; зовнішні — з відхиленими назовню верхівками. Кошики з 15–40 квіток. Листки цілі. Рослина не має променевих квітів, тільки трубчасті квіточки. Плід — сім'янка.

## Поширення
Поширений у Європі, Алжирі, Марокко, Туреччині, Вірменії, Азербайджані, Грузії.
В Україні вид зростає по узліссях, степових схилах, на яйлі — в Лісостепу, пн. ч. Степи, б-м. часто; в лісовій смузі дуже рідко (Закарпатська обл., Львівська обл., Київська обл., околиці Києва); у Криму на Керченському півострові й передгір'ях околиць Сімферополя), на ПБК.

## Галерея

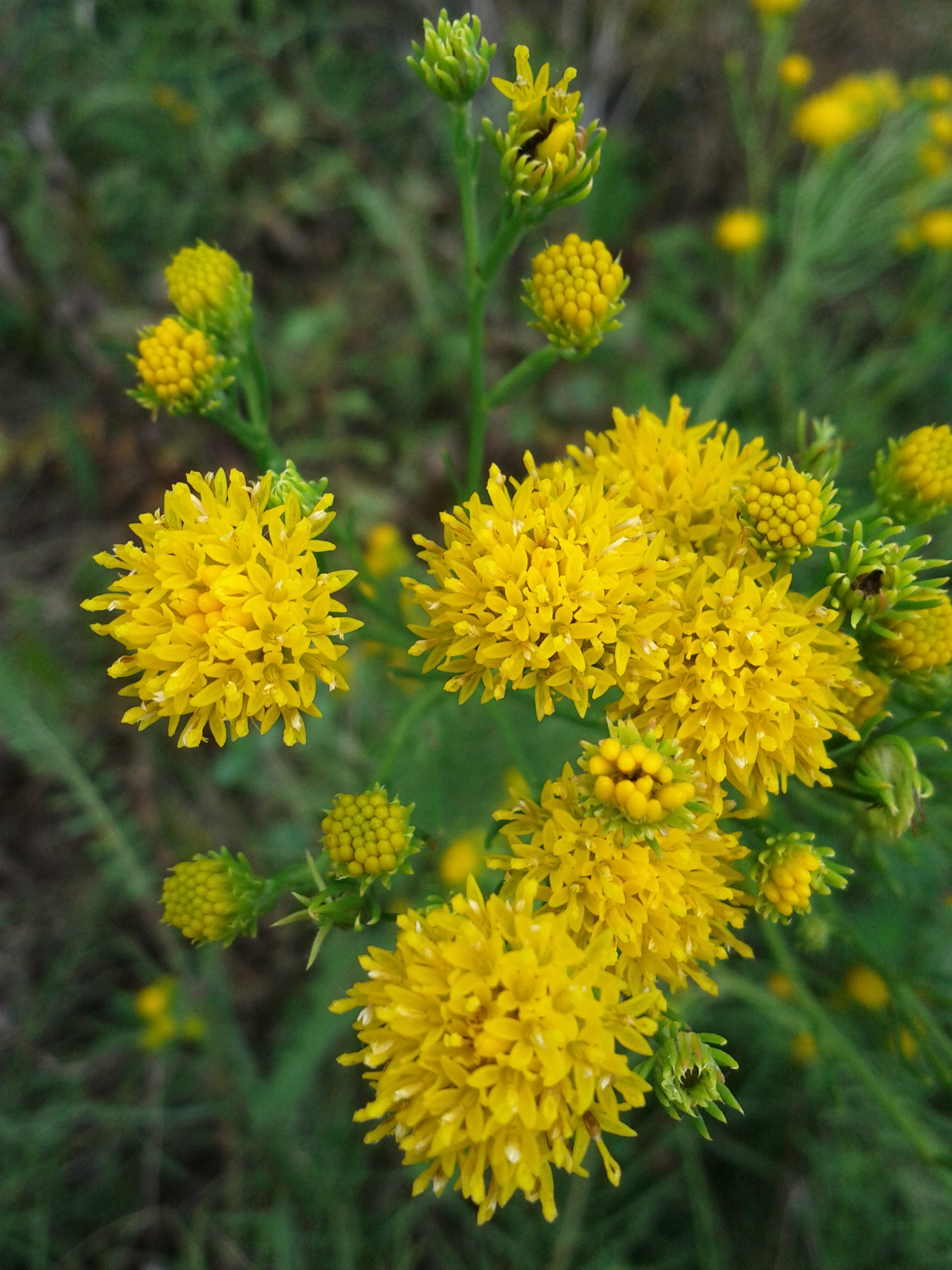
загальне суцвіття
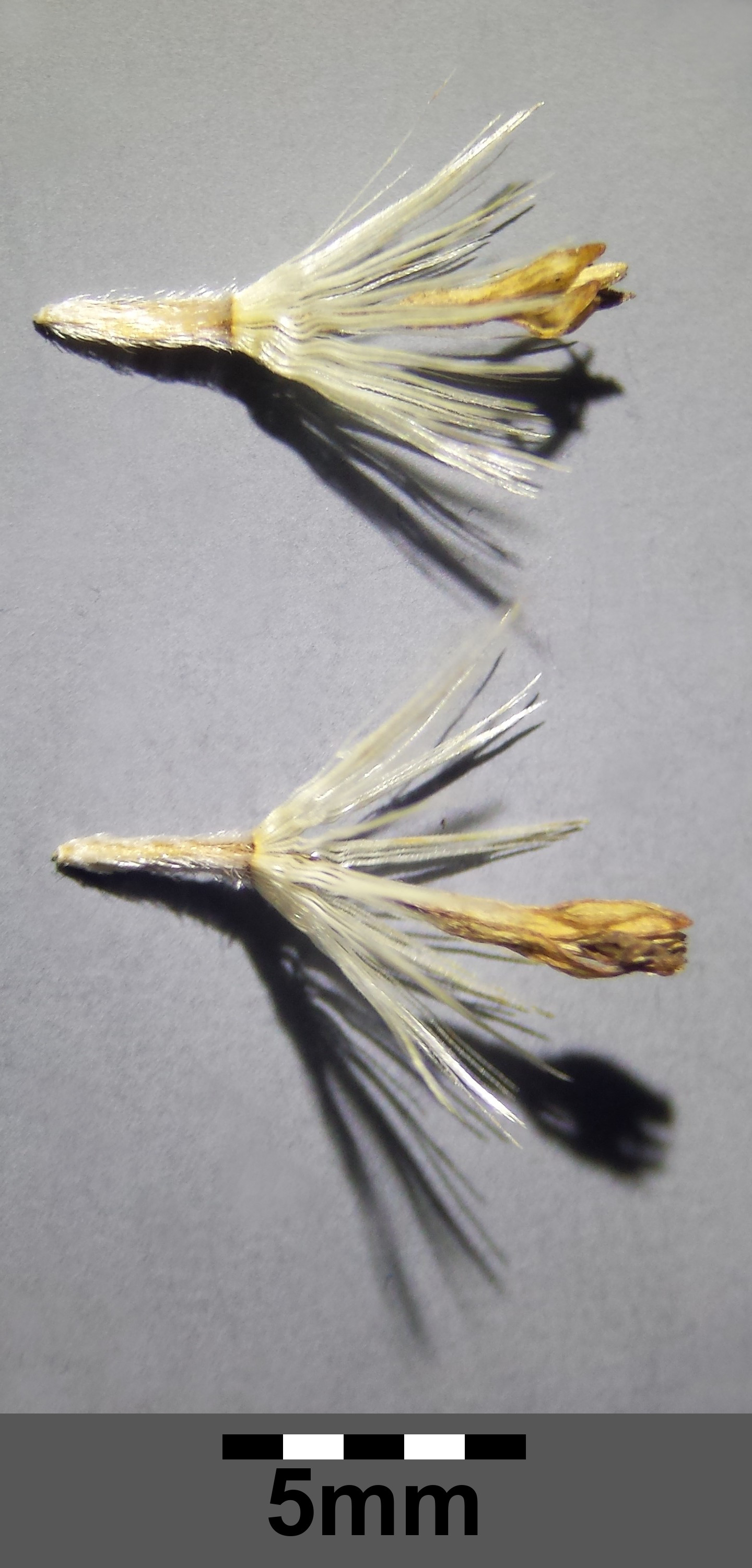
сім'янка з папусом
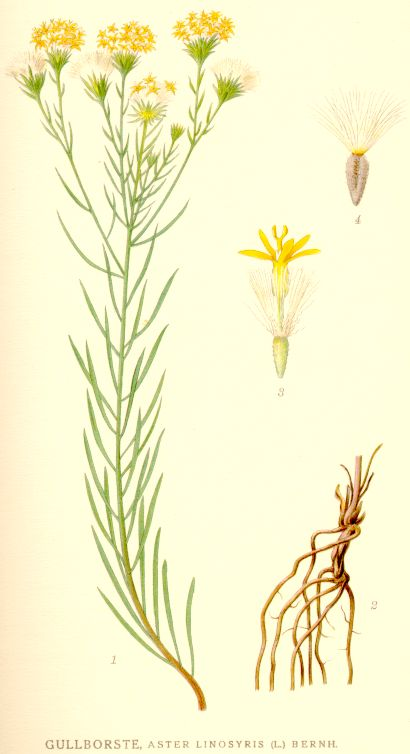
ілюстрація